# ベトリア

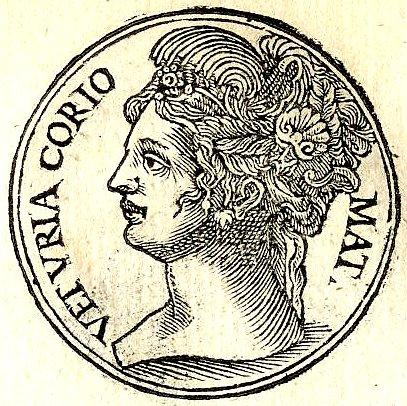
Veturia from Promptuarii Iconum Insigniorum

べトリア、ヴェトゥーリアは、ローマの女官で、おそらく伝説的なローマの将軍グナエウス・マルシウス・コリオレイナスの母である。プルタークによれば、彼女の名前はヴォルムニアであった。
ヴェトゥーリアは貴族階級の出身で、息子のローマ政治への関与を奨励した。ローマの歴史家によると、紀元前5世紀初め、コリオレイナスがローマから追放されたのは、飢えた平民たちに国営穀物を配る代わりに、平民のトリビューンの職を廃止するよう要求したためである。彼はローマに敵対するヴォルスキア人と和解し、復讐の構想を練った。
コリオレイナスとヴォルスキアはローマに進撃し、ローマを包囲した。ローマ側はコリオレイナスのもとに使者を送ったが、効果はなかった。そこでヴェトゥリアは、コリオレイナスの妻ヴォルムニア、その他ローマの家族や女官たちとともに、コリオレイナスに包囲を解くように懇願することに成功した。
正確なバージョンは異なる。
プルタークによれば、ヴェトゥリアが息子の陣営に来たとき、コリオレイナスは彼女を抱き寄せ、彼の大義に味方するよう懇願したという。ヴェトゥリアはローマ市民を代表してこれを断り、息子にローマに対する聖戦をやめるよう説得し、彼の足元に身を投じて、もし彼が退かなければ自分も傷つくと脅迫した。コリオレイナスはこれに応じ、ローマを離れて進軍した。やがて、怒りと不満をあらわにしたヴォルスキー家の人々が彼を死刑に処した。
リヴィによれば、ヴェトゥリアは息子を抱くことを拒んだが、最終的には説得し、下記のように言ったとされる。
リヴィはまた、コリオレイナスの運命や、事件後も彼が生きていたかどうかについては、資料が異なっていると記録している。
ローマ人は、ヴェトゥーリアの勇気、愛国心、危機における強さを称えた。彼女は、それまでのすべての男性が失敗したところを成功させた。彼女はローマの女性の美徳の模範となった。彼女と他の女性たちに敬意を表して、フォルトゥーナの神殿が建てられた。彼女は、女性の幸運の記念碑として神殿を建てること以外、特別な恩恵や栄誉を求めなかった。プルタークはこう書いている。「元老院は彼女たちの公共心を大いに賞賛し、神殿を建てさせ、公費で像を設置させた。しかし、彼女たちは自分たちで金を出し合って、二体目のフォーチュン像を作った。ローマ人は、像を立てるとき、「女性よ、神の祝福を受けた贈り物だ」という意味の言葉を発したと言っている」。
シェイクスピアの戯曲『コリオレイナス』では、コリオレイナスの母親はローマの物語とほぼ同じ役割を果たすが、名前は "Volumnia" に変えられている。

### 一次情報源
- Livy, Ab urbe condita libri II.39.1-40.12
- Valerius Maximus（英語版）, Factorum et dictorum memorabilum v.2.1a

### 二次情報源
- Beam, Jacob N. (1918), Hermann Kirchner's Coriolanus. PMLA 33:269-301.
- Smethurst, S.E. (June 1950), "Women in Livy's 'History'". Greece and Rome 19:80-87
- Plutarch Lives: "Coriolanus" translated by John Dryden and revised by Arthur Hugh Clough.
- この記事には現在パブリックドメインである次の出版物からのテキストが含まれている: Wood, James, ed. (1907). “Veturia”. The Nuttall Encyclopædia (英語). London and New York: Frederick Warne.
- Plutarch (2000), The Lives of the Noble Grecians and Romans.Canada: Random House of Canada.
- Legasse, Paul,The Columbia Encyclopedia, 6th edition. New York: Columbia University Press, 2000. 407